# Cestoda
Cestoda hay Cestoidea, thường được gọi là sán dây, là một lớp giun ký sinh thuộc ngành giun dẹp (Platyhelminthes). Các thành viên sống trong đường tiêu hóa của động vật có xương sống như người lớn, và cá thể chưa trưởng thành thường sống trong cơ thể nhiều động vật. Hơn một nghìn loài đã được mô tả, và tất cả các loài động vật có xương sống có thể bị ký sinh bởi ít nhất một loài sán dây.
T. saginata, sán dây bò, có thể phát triển lên đến 20 m (65 ft); loài lớn nhất, sán dây cá voi Polygonoporus giganticus, có thể phát triển đến hơn 30  m (100 ft).